# 西維吉尼亞大學企業管理碩士學位爭議
西維吉尼亞大學企業管理碩士學位爭議是關於2007年西維吉尼亞大學與邁蘭藥廠高階主管希瑟·布雷施在職工商管理碩士之爭議。事件調查結果致使西維吉尼亞大學校長邁克爾·加里森、教務長杰拉爾·德朗和商學院院長史蒂芬·西爾斯辭職，大學法務主管與校長的通訊主管也雙雙下台。

## 起因
2007年10月2日，當時的西維吉尼亞州州長（後來的美國參議員）喬·曼欽的女兒希瑟·布雷施被晉升為邁蘭的總營運長，邁蘭是專門生產學名藥的公司。2007年10月11日，《匹茲堡郵報》聯絡西維吉尼亞大學以確認希瑟·布雷施聲稱的學位資格，其中包括工商管理碩士學位。《匹茲堡郵報》的調查發現，希瑟·布雷施只完成了學位所需48個學分中的22個學分。西維吉尼亞大學註冊主任告訴報社，希瑟·布雷施有大學學位，但是並未完成她的碩士學位。然而在2007年10月15日，大學發言人卻宣稱西維吉尼亞大學確認希瑟·布雷施已「完成EMBA學位要求的所有課程」，但是因為她沒有繳交50美元的畢業費，所以她尚未收到畢業證書。校方把這誤會歸咎於商學院未轉移希瑟·布雷施將近一半的課程紀錄。
2007年10月22日，大學商學院院長史蒂芬·西爾斯去信大學入學與記錄辦公室（admissions and records office）追溯授與希瑟·布雷施一個工商管理碩士學位，將六門課加入她的學程紀錄並給予成績，另有兩門沒有完成的課也被給予成績。

## 調查小組
2008年西維吉尼亞大學委任一個由該校與其他大學教職員所組成的調查小組對此事件進行調查並撰寫報告。調查小組發現，希瑟·布雷施的成績被篡改，於是學校於2008年4月宣布將取消希瑟·布雷施的學位。西維吉尼亞大學教務長杰拉爾·德朗宣布辭職，不久之後，商學院院長史蒂芬·西爾斯也宣布辭職。
調查小組的報告發現大學高階管理者選擇性挑選他們想要的資訊，並給予「無中生有」的成績，以在希瑟·布雷施本該畢業的近十年後授與她學位。調查小組的結論是管理高層缺乏文件證明希瑟·布雷施所聲稱的學位、過度依賴口頭聲明並且屈服於政治壓力。這份報告沒有發現校長直接介入該事件，但是斷言校長的幕僚長參與決策會議即製造「明顯」的壓力。調查小組的結論「採取最寬容的觀點」是希瑟·布雷施對於相信其學位的取得沒有蓄意說謊。

## 後果與影響
2008年5月1日，第一個報導此爭議的《匹茲堡郵報》發表社論，要求西維吉尼亞大學校長邁克爾·加里森辭職 。同一天，西維吉尼亞大學學生報《雅典娜日报》舉辦學生座談會，會中有學生要求校長辭職。校長沒有參加該座談會，而是由一位高階通訊幕僚代表參加。

## 辭職與要求辭職
西維吉尼亞大學衛生科學中心神經外科系系主任組織一封教職員連署信以支持校長邁克爾·加里森。一些教職員因為感受壓力而在信上簽名，總共得到23個簽名。
2008年5月5日，西維吉尼亞大學教職員評議會以77-19通過無約束力決議，聲明：「西維吉尼亞大學教職員評議會對邁克爾·加里森校長投出不信任票。為了學校和學生的利益，他必須辭職或校務理事會必須要求他辭職。」一位榮譽退休教職員稱西維吉尼亞大學管理階層變更成績是「嚴重的學術犯罪」。
很多西維吉尼亞大學的校友對此爭議表示關心與憤怒，並且擔心此爭議會損壞大學的聲譽。賓州匹茲堡著名律師也是西維吉尼亞大學校友彼得·卡利斯要求把大學董事會主席史蒂芬·古德温和校長邁克爾·加里森去職。邁克爾·加里森隨後辭職，由彼得·馬格拉斯接任臨時校長。
此外，大學法務主管與校長的通訊主管亦調任他職。